# Patricia Allison
Patricia Allison (7 de diciembre de 1994) es una actriz inglesa. Después de una serie de apariciones como actriz invitada en televisión, consiguió su primer papel importante interpretando a Ola Nyman en la comedia dramática de Netflix Sex Education (2019-actualidad).

## Primeros años
A los diez años, participio en una producción teatral de Oliver Twist en la Royal Opera House. Tras terminar el colegio, estudió dos años de teatro musical en el Colchester Institute, y siguió con un curso de cuatro años en East 15 Acting School en Loughton, Essex donde se graduó con un título de arte en actuación

## Carrera profesional
En 2018, Allison interpretó un papel pequeño como Marguerite en la miniserie de la BBC de Los miserables antes de participar como Ola Nyman en la comedia dramática de Netflix, Sex Education en 2019. En 2020, su rol pasó a ser principal.

## Filmografía

### Películas
| Año  | Título    | Papel          |
| ---- | --------- | -------------- |
| 2021 | Tiny Cow  | Ronnie         |
| 2021 | Superworm | Mariposa (voz) |

### Televisión
| Año       | Título                  | Papel      | Notas                                                            |
| --------- | ----------------------- | ---------- | ---------------------------------------------------------------- |
| 2018      | Les Misérables          | Marguerite | Episodio 1.2                                                     |
| 2019      | Moving On               | Charlie    | Episodio: «A Walk in my Shoes»                                   |
| 2019      | Thanks for the Memories | Claudia    | Episodio 1.2                                                     |
| 2020      | Unpredecented           | Ellie      | En House Party por April De Angelis                              |
| 2020      | Behind the Filter       | Charlotte  | Episodio piloto                                                  |
| 2019–2021 | Sex Education           | Ola Nyman  | Papel principal, 21 episodios                                    |
| 2023      | Extraordinary           | Hannah     | Episodio «The Real Powers Are the Friends We Made Along the way» |